# Basil Gorgis
Basil Gorgis (àrab: باسل كوركيس)  (Ankawa, 6 de setembre de 1961), també escrit Basil Gewargis Hanna o Basil Korkis, fou un futbolista iraquià de la dècada de 1980.
Fou internacional amb la selecció de futbol de l'Iraq amb la qual participà a la Copa del Món de futbol de 1986.
Pel que fa a clubs, destacà a Al-Amana, Al Shabab i Al Talaba. Emigrà al Canadà on jugà per diversos equips amateurs.